# Tebat Sibun
Tebat Sibun is een bestuurslaag in het regentschap Seluma van de provincie Bengkulu, Indonesië. Tebat Sibun telt 379 inwoners (volkstelling 2010).